# Isola di Filicudi
Isola di Filicudi este o arie protejată (arie specială de conservare — SAC, sit de importanță comunitară — SCI) din Italia întinsă pe o suprafață de 779 ha, integral pe uscat.

## Localizare
Centrul sitului Isola di Filicudi este situat la coordonatele 38°34′24″N 14°32′57″E / 38.573333°N 14.549167°E.

## Înființare
Situl Isola di Filicudi a fost declarat sit de importanță comunitară în septembrie 1995 pentru a proteja 2 specii de plante și 26 de specii de animale. Situl a fost protejat și ca arie specială de conservare în decembrie 2015.

## Biodiversitate
Situată în ecoregiunea mediteraneană, aria protejată conține 9 habitate naturale: Formațiuni scunde de Euphorbia în apropierea falezelor, Pseudostepă cu ierburi și specii anuale de Thero-Brachypodietea, Peșteri marine scufundate complet sau parțial, Pante stâncoase calcaroase cu vegetație casmofită, Recifuri, Vegetație anuală la limita mareei, Tufărișuri termo-mediteraneene și de pre-deșert, Faleze cu vegetație de Limonium spp. endemic de pe coastele mediteraneene, Grohotișuri termofile și vest-mediteraneene.
La baza desemnării sitului se află mai multe specii protejate:
- plante (2): Dianthus rupicola, Petalophyllum ralfsii
- păsări (26): pescăruș albastru (Alcedo atthis), fâsă-de-câmp (Anthus campestris), stârc roșu (Ardea purpurea), Calonectris diomedea, caprimulg (Caprimulgus europaeus), erete vânăt (Circus cyaneus), erete cenușiu (Circus pygargus), porumbel (Columba livia), egretă mică (Egretta garzetta), Falco eleonorae, Falco naumanni, șoim călător (Falco peregrinus), muscar-gulerat (Ficedula albicollis), cocor (Grus grus), Hydrobates pelagicus, Larus michahellis, ciocârlie de pădure (Lullula arborea), gaia neagră (Milvus migrans), stârc de noapte (Nycticorax nycticorax), vultur pescar (Pandion haliaetus), viespar (Pernis apivorus), graur (Sturnus vulgaris), silvie de tufiș (Sylvia undata), mierlă (Turdus merula), sturz-cântător (Turdus philomelos), sturzul de vâsc (Turdus viscivorus)

Pe lângă speciile protejate, pe teritoriul sitului au mai fost identificate 46 de specii de plante, 25 de specii de păsări, 23 de specii de nevertebrate, 5 specii de reptile.